# Marisa García
María Luisa García González (Navalmoral de la Mata, Cáceres, 4 de agosto de 1993), conocida deportivamente como Marisina, es una exfutbolista española, y posteriormente entrenadora, que jugaba como defensa en el Santa Teresa CD de Primera División. Actualmente ejerce como entrenadora del Moralo CP Femenino.
Es hija de Antonio García Pascual 'Piti I', sobrina de Ángel García Pascual 'Piti II' y prima de Rubén García López 'Piti III' y César García López 'Piti IV', exjugadores del Moralo CP.

## Trayectoria

### Primera Federación
Formada en la cantera del AD San Andrés-Club Deportivo de Navalmoral de la Mata (Cáceres), en 2007 se incorpora al AD Ciudad de Plasencia CF con sólo 14 años, debutando el 16 de septiembre en Primera Federación ante el Peña Deportiva Rociera en Sevilla. Finaliza la temporada en duodécima posición, descendiendo de categoría.  
En el verano de 2008 ficha por el CF Trujillo, lo que la permite seguir jugando en Primera Federación. En dicho equipo permaneció tres temporadas, ganando experiencia y destacando entre sus compañeras.
Cuando cumple la mayoría de edad es traspasada al Santa Teresa CD, donde milita durante cinco temporadas. Comienza la temporada 2011/12 con el objetivo de asentarse en el club pacense, consiguiendo la sexta plaza en la clasificación ligera. La siguiente campaña logra un magnífico segundo puesto. Es en 2014 cuando quedan campeonas de Primera Federación, consiguiendo así el ascenso a la Primera División.

### Primera División
El 7 de septiembre de 2014 debuta en Primera División, en el partido celebrado en el Estadio El Vivero de Badajoz, correspondiente a la Jornada 1 que las enfrentaba ante el Zaragoza CFF, siendo derrotadas por un gol a tres. De esta forma se convertiría en la tercera futbolista nacida en la comarca del Campo Arañuelo, tras Nerea Agüero y Celia Castillo, en debutar en la élite fútbol femenino nacional. En esta primera temporada quedarían clasificadas en novena posición.
El 1 de diciembre de 2015 disputa la final de la primera edición de la Copa RFEF Femenina, ganando por cuatro goles a uno al CD Badajoz. El domingo 13 de diciembre de 2015, en el minuto 22 del partido que las enfrentaba al Zaragoza CFF, consiguió un gol con su pierna derecha desde el centro del campo, entrando por la escuadra de la portería, poniendo el dos cero definitivo en el marcador. Finalizaron en undécimo lugar de la tabla liguera.
El 16 de octubre de 2016 jugaría su último partido de fútbol, lo haría ante el Oiartzun KE, encuentro correspondiente a la Jornada 7 de Primera División, que terminaría en empate a dos. El miércoles 9 de noviembre de 2016, el club anunciaba en un comunicado la desvinculación de la jugadora, según esta a voluntad propia por desavenencias con su entrenador.

### División Base Femenina de Extremadura
A principios de la temporada 2020/2021, la EF Campo Arañuelo anunció a Marisina como entrenadora del equipo femenino base. En su debut en los banquillos consiguió un espléndido quinto puesto. La siguiente campaña quedaron clasificadas en sexta posición en una liga más competitiva que la temporada anterior.

## Clubes

### Como jugadora
| Club                      | País   | Temporada   |
| ------------------------- | ------ | ----------- |
| AD Ciudad de Plasencia CF | España | 2007 - 2008 |
| CF Trujillo               | España | 2008 - 2011 |
| Santa Teresa CD           | España | 2011 - 2017 |

### Como entrenadora
| Club              | País   | Temporada   |
| ----------------- | ------ | ----------- |
| EF Campo Arañuelo | España | 2020 - 2022 |
| Moralo CP         | España | 2023 - 2024 |

## Palmarés

### Títulos
| Título             | Club            | País   | Año  |
| ------------------ | --------------- | ------ | ---- |
| Primera Federación | Santa Teresa CD | España | 2014 |
| Copa FEXF Femenina | Santa Teresa CD | España | 2016 |
| Copa FEXF Femenina | Santa Teresa CD | España | 2017 |

### Distinciones individuales
| Distinción                                | Año  |
| ----------------------------------------- | ---- |
| Mejor Deportista de Navalmoral de la Mata | 2014 |
| Mejor Deportista de Navalmoral de la Mata | 2015 |